# M/S Prins Joachim

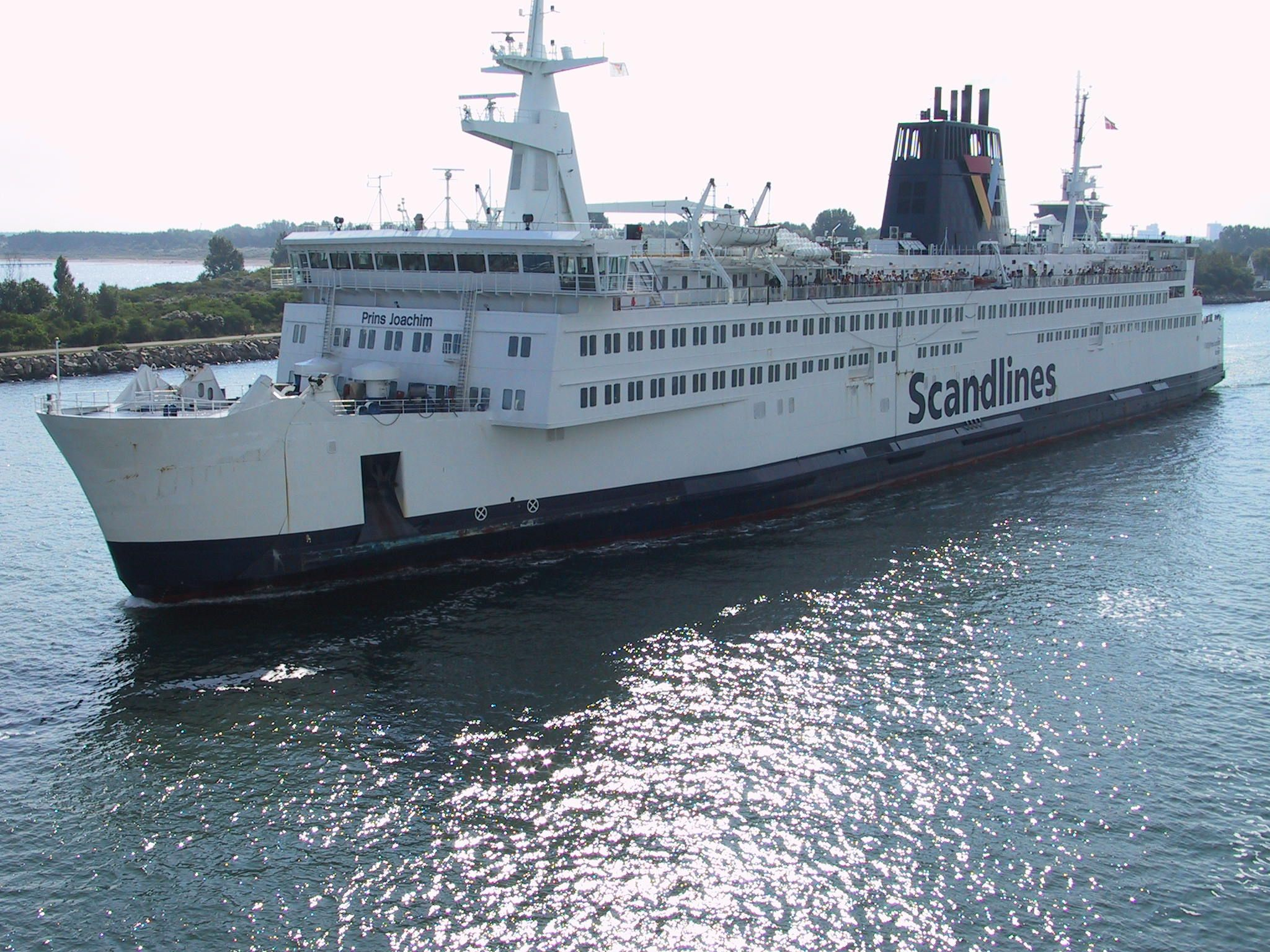
M/S Prins Joachim.

M/S Prins Joachim är ett fartyg som gått mellan Gedser och Rostock. Fartyget byggdes 1980.

## Tekniska data
- Längd: 152 m
- Fart: 20,5 knop
- Passagerare: 977
- Bilar: 250